# Piet Steenbergen
Piet Steenbergen (Rotterdam, 28 november 1928 – aldaar, 22 april 2010) was een Nederlands voetballer.

## Loopbaan
Steenbergen kwam in de jaren na de Tweede Wereldoorlog uit voor Feijenoord. Hij was reeds op zijn tiende lid geworden, had verschillende jeugdelftallen doorlopen en debuteerde in 1946 op achttienjarige leeftijd in het eerste elftal. In 1950 was de middenvelder een van de eerste Nederlandse voetballers die als prof uitkwam in de Franse competitie. Steenbergen speelde samen met Arie de Vroet voor Le Havre AC. 
Na een jaar keerde hij alweer terug naar Nederland en diende het verzoek bij de KNVB in om weer te mogen voetballen. Het duurde nog anderhalf jaar voordat hij voor zijn oude club Feijenoord mocht uitkomen. De Bondsvergadering van de KNVB moest eerst een besluit nemen om voormalige beroepsspelers als amateur toe te laten. Dit besluit werd genomen op 27 september 1952. Steenbergen maakte op 25 januari 1953, thuis tegen Limburgia, zijn rentree. Hij bleef tot het einde van zijn loopbaan in 1959 voor Feijenoord spelen.
Voor het Nederlands voetbalelftal kwam Steenbergen twee keer uit. Op 16 april 1950 stond hij opgesteld in een vriendschappelijke interland tegen België. Op 1 mei 1955 deed hij mee in een wedstrijd tegen Ierland. In dit duel was hij tevens aanvoerder van Oranje.
Na zijn actieve loopbaan vervulde hij diverse bestuurlijke functies voor Feijenoord. Ook was hij enige tijd als jeugdtrainer in dienst bij deze club.

## Carrièrestatistieken
| Seizoen | Club                  | Land                  | Competitie                   | Competitie            | Competitie            | Beker                 | Beker                 | Internationaal        | Internationaal        | Overig                | Overig                | Totaal                | Totaal                |
| Seizoen | Club                  | Land                  | Competitie                   | Wed.                  | Dlp.                  | Wed.                  | Dlp.                  | Wed.                  | Dlp.                  | Wed.                  | Dlp.                  | Wed.                  | Dlp.                  |
| ------- | --------------------- | --------------------- | ---------------------------- | --------------------- | --------------------- | --------------------- | --------------------- | --------------------- | --------------------- | --------------------- | --------------------- | --------------------- | --------------------- |
| 1946/47 | Feijenoord            | Nederland             | Eerste klasse West I         | 15                    | 4                     | –                     | 0                     | 0                     | 0                     | 0                     | 0                     | 15                    | 4                     |
| 1947/48 | Feijenoord            | Nederland             | Eerste klasse West II        | 11                    | 3                     | –                     | 0                     | 0                     | 0                     | 0                     | 0                     | 11                    | 3                     |
| 1948/49 | Feijenoord            | Nederland             | Eerste klasse West II        | 19                    | 6                     | –                     | 0                     | 0                     | 0                     | 0                     | 0                     | 19                    | 6                     |
| 1949/50 | Feijenoord            | Nederland             | Eerste klasse West I         | 18                    | 6                     | –                     | 0                     | 0                     | 0                     | 0                     | 0                     | 18                    | 6                     |
| 1950/51 | Le Havre              | Frankrijk             | Ligue 1                      | 10                    | 2                     | 0                     | 0                     | 0                     | 0                     | 0                     | 0                     | 10                    | 2                     |
| 1951/52 | Speelverbod door KNVB | Speelverbod door KNVB | Speelverbod door KNVB        | Speelverbod door KNVB | Speelverbod door KNVB | Speelverbod door KNVB | Speelverbod door KNVB | Speelverbod door KNVB | Speelverbod door KNVB | Speelverbod door KNVB | Speelverbod door KNVB | Speelverbod door KNVB | Speelverbod door KNVB |
| 1952/53 | Feijenoord            | Nederland             | Eerste klasse D              | 8                     | 2                     | –                     | 0                     | 0                     | 0                     | 0                     | 0                     | 8                     | 2                     |
| 1953/54 | Feijenoord            | Nederland             | Eerste klasse D              | 26                    | 2                     | –                     | 0                     | 0                     | 0                     | 0                     | 0                     | 26                    | 2                     |
| 1954/55 | Feijenoord            | Nederland             | Eerste klasse D (afgebroken) | 10                    | 0                     | –                     | –                     | 0                     | 0                     | 0                     | 0                     | 10                    | 0                     |
| 1954/55 | Feijenoord            | Nederland             | Eerste klasse C              | 26                    | 1                     | –                     | –                     | 0                     | 0                     | 0                     | 0                     | 26                    | 1                     |
| 1955/56 | Feijenoord            | Nederland             | Hoofdklasse B                | 34                    | 1                     | –                     | –                     | 0                     | 0                     | 0                     | 0                     | 34                    | 1                     |
| 1956/57 | Feijenoord            | Nederland             | Eredivisie                   | 34                    | 1                     | –                     | 0                     | 0                     | 0                     | 0                     | 0                     | 34                    | 1                     |
| 1957/58 | Feijenoord            | Nederland             | Eredivisie                   | 22                    | 0                     | –                     | 0                     | 0                     | 0                     | 0                     | 0                     | 22                    | 0                     |
| 1958/59 | Feijenoord            | Nederland             | Eredivisie                   | 15                    | 0                     | –                     | 0                     | 0                     | 0                     | 0                     | 0                     | 15                    | 0                     |
| Totaal  | Totaal                | Totaal                | Totaal                       | 248                   | 28                    | –                     | 0                     | 0                     | 0                     | 0                     | 0                     | 248                   | 28                    |